# Charles Lacquehay
Charles Lacquehay (né le 4 novembre 1897 à Paris et mort le 3 octobre 1975 dans la même ville) est un coureur cycliste français. Professionnel de 1919 à 1938, il a notamment été champion du monde de demi-fond en 1933 et 1935.

## Biographie
Charles Lacquehay  nait le 4 novembre 1897 au no 41 rue Franklin dans le 16e arrondissement.
Pendant la Première Guerre mondiale, il est blessé le 24 juillet 1917 au plateau de Californie.
En 1919, il entame une carrière de routier professionnel. Entre 1925 et 1930, avec Georges Wambst, ils consument  les pistes  des vélodromes à New-York, Breslau, Paris, Berlin ou Chicago et sont redoutés de tous les pistards du monde. Charles Lacquehay gagne le titre de " Six-Dayman le plus spectaculaire du Monde ".
A l'hiver 1929, il décide de tenter l'aventure du demi-fond, une fracture de la jambe ayant précipité sa décision de changer de spécialité. Il est entrainé par Marcel Besson. En 1932, il ne passe pas loin d'un titre de champion de France. Après avoir aidé au sacre mondial de Georges Paillard à Rome en 1932, il  impose sa suprématie sur la spécialité durant la saison 1933.

## Palmarès sur route
- 1916[3]
  - Paris-Chartres
  - Paris-Lisieux
  - 2e de Paris-Dreux
- 1919
  - Pantin-Meaux-Pantin[3]
  - 3e de Paris-Dijon
- 1920[3]
  - Paris-Reims
  - 3e de Paris-Nogent-le-Rotrou
- 1921
  - 2e de Nice-Mont Agel
- 1922
  - Paris-Chauny
  - 2e de Nice-Mont Agel
  - 5e de Paris-Roubaix
- 1923
  - Nice-Mont Agel
  - Polymultipliée
  - Circuit d'Alençon
  - 5e de Paris-Roubaix
- 1924
  - 3e du Tour du Pays basque
- 1925
  - Circuit de Paris
- 1926
  - 3e du Critérium des As
- 1928
  - Critérium des As
- 1929
  - 3e du Critérium des As

## Palmarès sur piste

### Championnats du monde
- Paris 1933
  -  Champion du monde de demi-fond
- Bruxelles 1935
  -  Champion du monde de demi-fond[4]
- Zurich 1936
  -  Médaillé d'argent du demi-fond

### Six jours

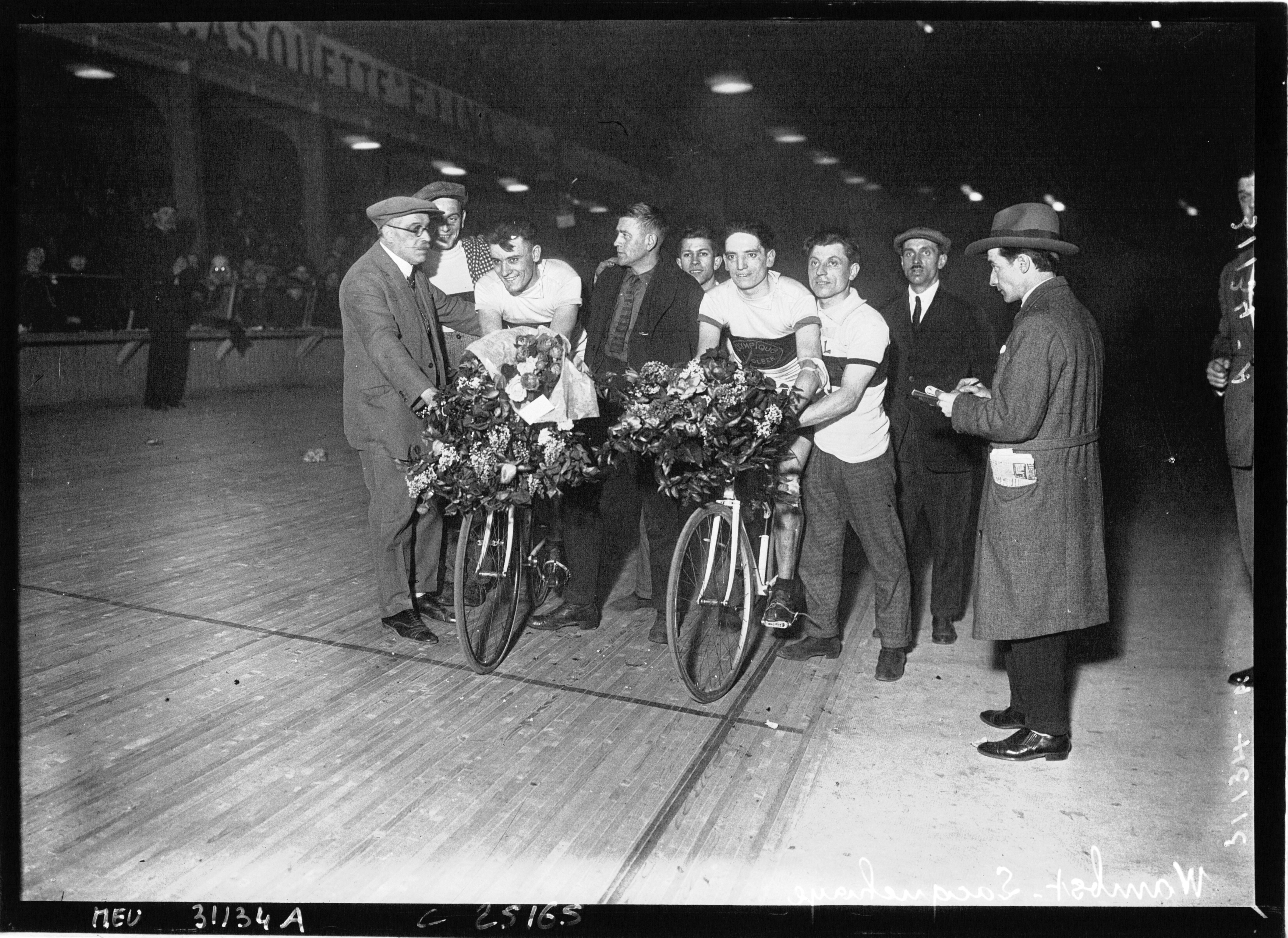
Wambst et Lacquetray, Six jours de Paris: 1926

- 1926 : Paris, Berlin (avec Georges Wambst)
- 1927 : Breslau (avec Georges Wambst)
- 1928 : Nice, Paris (avec Georges Wambst)

### Championnats de France
- Champion de France de demi-fond en 1933

### Autres titres
- Grand Prix de Bordeaux : 1931
- Coupe de France de demi-fond 1933[5]
- Grand Prix du Conseil municipal : 1932, 1933 et 1934